# レオン・ビジャール
レオン・ビジャール（León Villar Beltrán、1969年9月25日- ）は、スペインのバレンシア出身の柔道選手。階級は86kg級。身長180cm。

## 人物
1988年から2年連続してヨーロッパジュニア86kg級で優勝を飾った。1990年の世界学生では2位だった。1991年からヨーロッパ選手権では2年連続で3位になった。1992年のヨーロッパ選手権では3位だったが、バルセロナオリンピックでは9位だった。1993年の世界選手権では銅メダルを獲得した。1996年のアトランタオリンピックでは3回戦で敗れた。

## 主な戦績
- 1988年 - ヨーロッパジュニア　優勝
- 1989年 - チェコ国際　優勝
- 1989年 - ヨーロッパジュニア　優勝
- 1990年 - 世界学生　2位
- 1991年 - フランス国際　3位
- 1991年 - イギリス国際　優勝
- 1991年 - ヨーロッパ選手権　3位
- 1992年 - ヨーロッパ選手権　3位
- 1992年 - バルセロナオリンピック　9位
- 1993年 - チェコ国際　優勝
- 1993年 - 世界選手権　3位
- 1996年 - ロシア国際　3位
- 1996年 - ドイツ国際　2位